# Okres Gorzów
Okres Gorzów (polsky Powiat gorzowski) je okres v polském Lubušském vojvodství u hranic s Německem. Rozlohu má 1213 km² a v roce 2020 zde žilo 72 291 obyvatel. Sídlem správy okresu je město Gorzów Wielkopolski, které však není jeho součástí, ale tvoří samostatný městský okres.

## Gminy
Městská:
- Kostrzyn nad Odrą

Městsko-vesnické:
- Witnica

Vesnické:
- Bogdaniec
- Deszczno
- Kłodawa
- Lubiszyn
- Santok

## Města
- Kostrzyn nad Odrą
- Witnica

## Sousední okresy
| Růžice kompasu | Myślibórz      | Myślibórz    | Strzelce Krajeńskie | Růžice kompasu |
| Růžice kompasu | Marecké Poodří | Sever        | Strzelce-Drezdenko  | Růžice kompasu |
| Růžice kompasu | Marecké Poodří | Okres Gorzów | Strzelce-Drezdenko  | Růžice kompasu |
| Růžice kompasu | Marecké Poodří | Jih          | Strzelce-Drezdenko  | Růžice kompasu |
| Růžice kompasu | Słubice        | Sulęcin      | Międzyrzecz         | Růžice kompasu |